# Stanislaus Papczyński
Stanislaus Papczyński, född 18 maj 1631 i Podegrodzie, Polsk-litauiska samväldet, död 17 september 1701 i Góra Kalwaria, Polsk-litauiska samväldet, var en polsk präst som år 1673 grundade marianerorden och antog namnet Stanislaus av Jesus och Maria. Orden ägnar sig bland annat åt att sprida devotionen åt den Obefläckade Avlelsen samt att be för själarna i skärselden.
Papczyński inträdde 1654 i piaristorden och prästvigdes 1661. År 1670 lämnade han emellertid piaristerna och grundade tre år senare marianerorden.
Stanislaus Papczyński blev helgonförklarad tillsammans med Elisabeth Hesselblad den 5 juni 2016.